# به دنبال یک ستاره
به دنبال یک ستاره (انگلیسی: Follow a Star) یک فیلم کمدی به کارگردانی رابرت اشر، نویسندگی هنری بلیث، جک دیویس و نورمن ویزدوم و تهیه‌کنندگی هیو استوارت و با بازی نورمن ویزدوم محصول سال ۱۹۵۹ میلادی است.